# Phil Jackson
Philip Douglas Jackson (n. 17 septembrie 1945, Deer Lodge⁠(d), Montana, SUA) este un fost antrenor american de baschet, considerat unul dintre cei mai valoroși antrenori din istoria acestui sport.
Ca jucător, Jackson a jucat la nivel profesionist pentru New York Knicks (1967-1978) și New Jersey Nets (1978-1980). A câștigat cu New York Knicks titlul de campion în NBA în 1970 și 1973.
După cariera sa de jucător, Jackson a antrenat pe Chicago Bulls (1989-1998) și Los Angeles Lakers (1999-2004 și din nou 2005-2011). Ca antrenor, Jackson a câștigat titlul de campion NBA de 11 ori, fiind astfel cel mai de succes antrenor de baschet din istoria NBA. În plus, a câștigat de șase ori Campionatul Conferinței de Est și de șapte ori Campionatul Conferinței de Vest. De asemenea, a câștigat de patru ori NBA All-Star Game ca antrenor.
În 2007, Jackson a fost inclus în Naismith Memorial Basketball Hall of Fame.